# Gekidan Inu Curry
Gekidan Inu Curry (japonsky 劇団イヌカレー, Gekidan Inu Karé), stylizováno jako gekidan INU CURRY, je animátorské duo z Japonska. Tvoří jej bývalý animátor studia Gainax, Ajumi Širaiši (japonsky 白石 亜由美, Širaiši Ajumi) vystupující pod jménem 2 široinu (2白犬; v překladu „2 bílý pes“), a bývalý 2D malíř studia TANTÓ, Jósuke Anai (japonsky 穴井 洋輔, Anai Jósuke) vystupující pod jménem Doroinu (泥犬; v překladu „zablácený pes“). Duo je známé pro jejich animační práci na seriálu Mahó šódžo Madoka Magika a vytvoření závěrečných scén seriálů Maria Holic a Usagi Drop. Pravidelně přispívají svými ilustracemi do sloupce Manpukuron zpěvačky Maaji Sakamoto v časopisu Newtype. Doroinu je režisérem a scenáristou anime seriálu Magia Record: Mahó šódžo Madoka Magika gaiden studia Shaft, jehož první řada měla premiéru v lednu 2020.

## Výtvarný styl
Doroinu a 2 široinu se inspirovali ruským a českým stylem animace. Oblíbili si vytváření miniaturních krajin, za jejichž tvorbou mohou stát jednotlivci a nikoliv skupiny lidí, „jako je tomu v orchestru“.
Sakamoto v rozhovoru, kterého se účastnila společně s Gekidan Inu Curry, popsala postavy, které se objevují v jejím hudebním videu „Universe“, jako „velmi barevné, roztomilé a fantastické“. Gekidan Inu Curry vytvořilo postavy společně se Studiem 4 společnosti Production I.G. Sakamoto ale poznamenala, že přestože mohou postavy vypadat „na první pohled módně, tak pokud se na ně podíváte pozorněji, můžete zahlédnout zapíchnutou jehlu, ovázané tělo nebo slintající obličeje“. Dodala, že postavy jsou „nejen roztomilé, ale také představují lidskou nedokonalost“. Také řekla, že nabyla dojmu, „jakoby každá z postav měla za sebou nějaký příběh“, a že „byly ideálními herci, kteří se objevili ve videu“.
Animátoři představili Sakamoto své kresby. Dle ní „dosahují kvalit obrázkové knížky a působí nejen nerealistickým dojmem pohádek, ale mají v sobě i něco temného“.
Geoff Berkshir, redaktor časopisu Variety, popisuje ve své recenzi filmu Gekidžóban Mahó šódžo Madoka Magika „hrůzostrašné“ postavy jako „surrealistická stvoření připomínající z papíru vystřižené koláže, které jsou inspirované ruskou a českou animací“. Řekl, že mu připomínají animované mezihry skupiny Monty Python od Terryho Gilliama.